# Дятлик акацієвий
Дя́тлик акацієвий (Campethera bennettii) — вид дятлоподібних птахів родини дятлових (Picidae). Мешкає в Африці на південь від екватора. Вид названий на честь британського натураліста Едварда Тернера Беннетта.

## Опис
Довжина птаха становить 24 см, вага 61-84 г. У самців верхня частина тіла, включно з надхвістям і верхніми покривними перами крил, а також нижні покривні пера крил зеленувато-охристо-коричневі, поцятковані жовтими і білими смужками. Нижня частина тіла блідо-жовта, груди поцятковані золотисто-коричневими плямками, на боках вони іноді переходять в смуги. Нижні покривні пера хвоста білі, поцятковані темними плямками або смужками. Крила коричневі, стернові пера на зовнішніх опахалах мають жовтувато-зелені краї і на внутрішніх опахалах поцятковані жовтувато-білими смужками. Верхня сторона хвоста коричнева, поцяткована поперечними блідо-жовтими смугами, нижня сторона хвоста жовтувата, стернові пера мають чорні кінчики.
Верхня частина голови у самців червона, пера на лобі у них мають сірі кінчики. Під дзьобом широкі червоні "вуса" з окремими чорними перами. Решта голови, підборіддя і горло білі. У самиць лоб і тім'я чорні, поцятковані білими плямами, червона пляма обмежена потилицею. Скроні, щоки, підборіддя і горло у них коричневі, під дзьобом білі "вуса". Дзьоб середньої довжини, темно-сірий, біля основи світліший. Лапи сизі або сірувато-зелені, райдужки червоні, у молодих птахів темно-карі. Представники підвиду C. b. capricorni є дещо більшими за представників номінативного підвиду, верхня частина тіла у них світліша, нижня частина тіла більш жовта, темні плями на ній менш виражені. У самиць цього підвиду пляма на скронях більш чорна.

## Підвиди
Виділяють два підвиди:
- C. b. bennettii (Smith, A, 1836) — від центральної Анголи, південного сходу ДР Конго і Танзанії до Мозамбіку і північного сходу ПАР;
- C. b. capricorni Strickland, 1853 — південь Анголи, південний схід Замбії, північ Намібії і північ Ботсвани.

## Поширення і екологія
Акацієві дятлики мешкають в Демократичній Республіці Конго, Руанді, Бурунді, Танзанії, Анголі, Замбії, Зімбабве, Малаві, Мозамбіку, Намібії, Ботсвані, Південно-Африканській Республіці і Есватіні. Вони живуть в лісистих саванах міомбо і мопане та в акацієвих заростях, на висоті до 1600 м над рівнем моря. Живляться переважно мурахами і термітами, іноді іншими комахами і личинками. Шукають їжу переважно на землі, іноді на деревах. В Зімбабве і на північному сході ПАР сезон розмноження триває з серпня по лютий. Акацієві дятлики гніздяться в дуплах дерев, часто використовують природні дупла або покинуті дупла інших дятлів. В кладці від 3 до 5 яєць. Інкубаційний період триває 15-18 днів, насиджують і самиці, і самці. Молоді птахи залишаються на території батьків до наступного сезону розмноження.

## Галерея

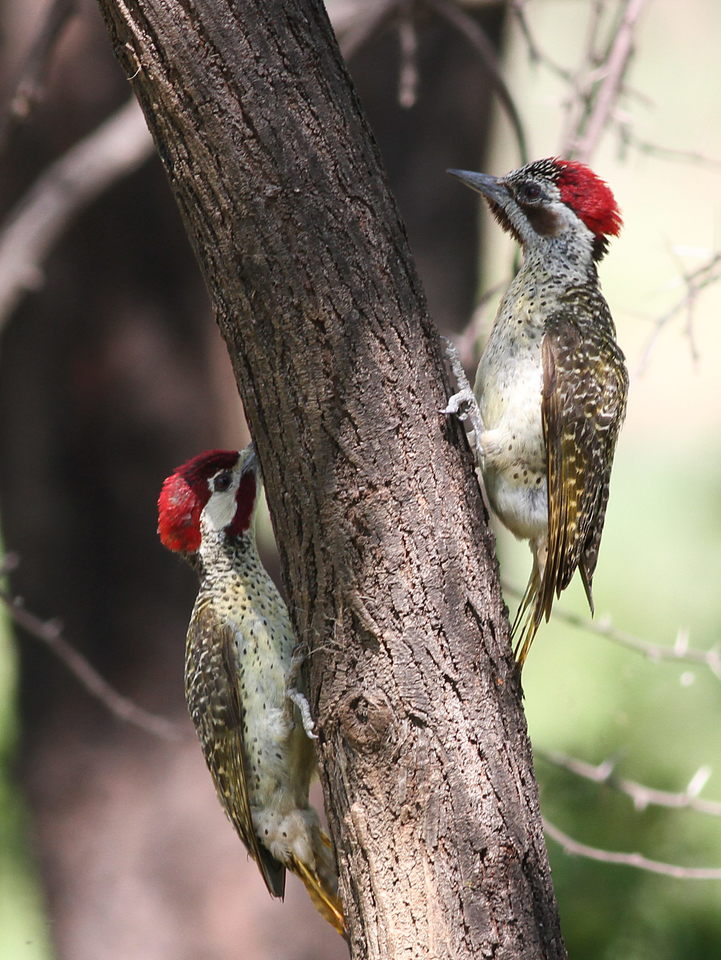
Пара птахів (самець зліва)
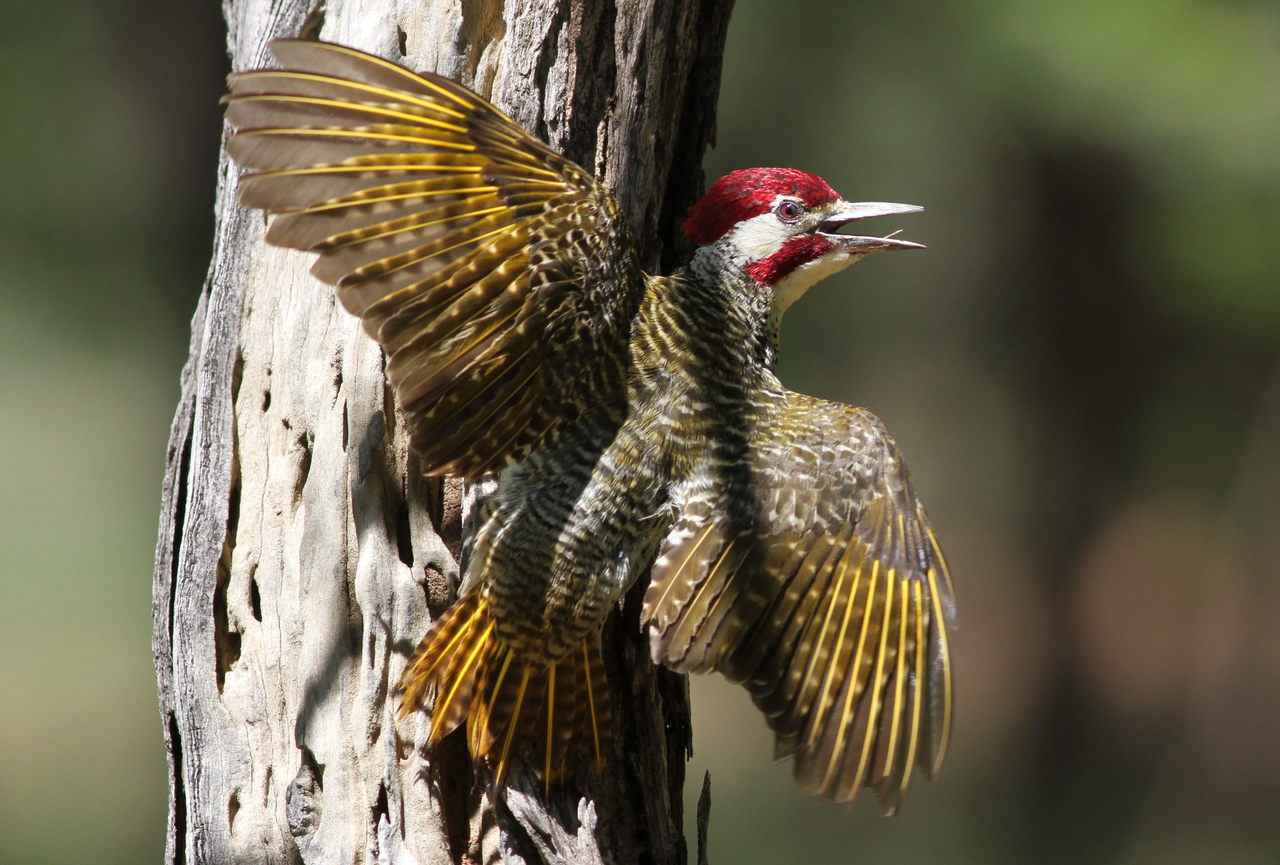
Самець з жовтими маховими перами і типовим для дятликів прямим дзьобом
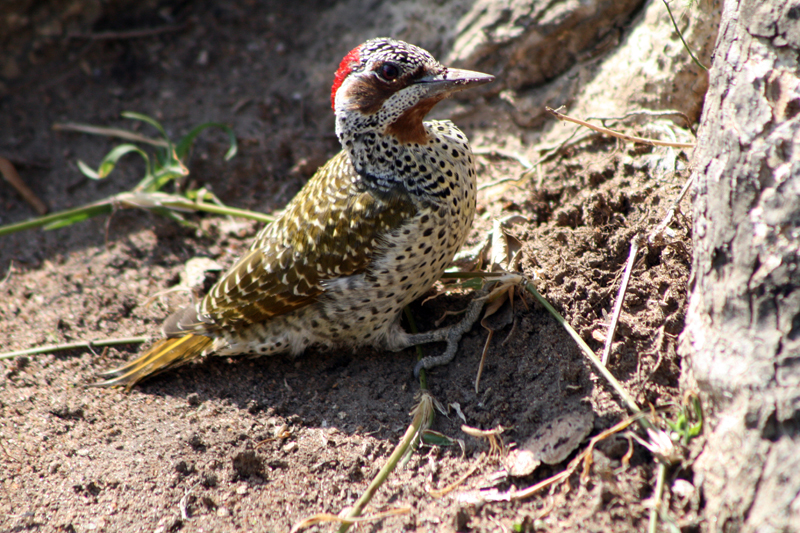
Самиця шукає їжу на землі
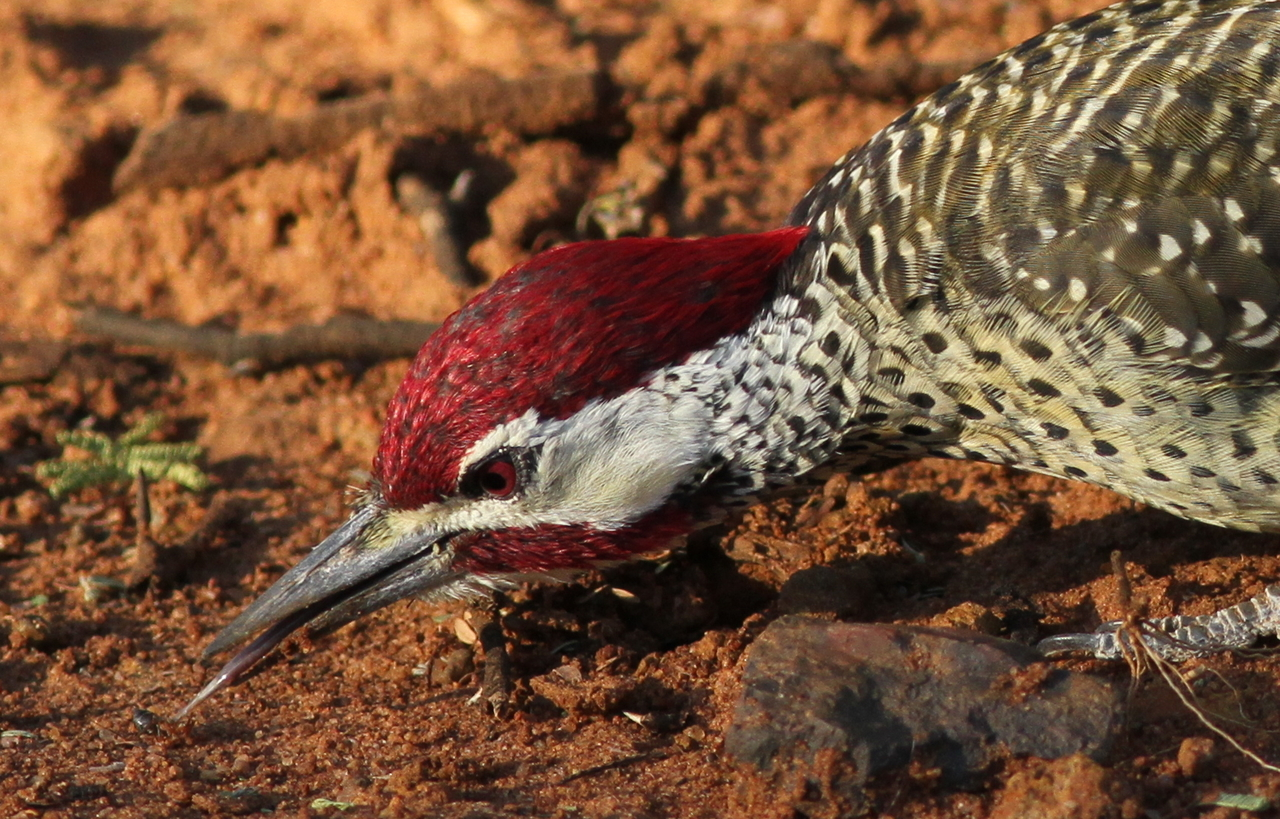
Самець живиться мурахами